# Ancien athénée royal d'Ixelles
L'ancien athénée royal d'Ixelles est un établissement scolaire, situé dans le quartier Saint-Boniface dans la commune d'Ixelles à Bruxelles, construit en 1886.

## Histoire
L'Athénée royal d'Ixelles, rue Jules Bouillon no 21, a été construit entre 1883 et 1885 à l’initiative de Jules Bouillon, échevin de l’instruction et défenseur de l’enseignement officiel communal.  
L’établissement était situé à l'angle de la rue Jules Bouillon et de la rue, appelée initialement Jacquelaert, en référence au nom du détenteur des sols sur lesquels elle a été tracée. À la suite de la construction de l’école au numéro 17, la rue est rebaptisée, rue de l'Athénée. En 1980, l’établissement est renommé Athénée François Rabelais, en référence à l’écrivain humaniste de la Renaissance, portant le même nom. En 1985, l’Athénée ne répond plus aux normes de population exigées par la première grande réforme de l’Enseignement. En effet, son nombre d’élèves s’élève à 242 ce qui était trop bas par rapport aux coûts d’entretiens. En accord avec l'établissement, le ministre de l'Éducation nationale de l'époque, André Bertouille, convient d’une mort dite « douce ». Ce qui équivalait à supprimer une année du cycle à chaque rentrée à partir de 1985. Par cette méthode, les élèves peuvent terminer leurs secondaires dans la même école, et les enseignants être réaffectés petit à petit. L’athénée est ainsi fermé officiellement le premier septembre 1989, le jour de la rentrée scolaire. À sa fermeture, l’athénée fusionne avec le lycée royal d'Ixelles, qui lui, est toujours en activité, rue de la croix no 40. Le lycée avait emprunté le nom de Madeleine Jacquemotte lors du passage à la mixité, résistante qui a été déportée, enseignante puis préfète honoraire de l’école jusqu’en 1967, et finalement décédée en 2000. Cette dénomination persiste à la fusion avec l’athénée et confère alors à l’école le nom d'Athénée Madeleine Jacquemotte. Mais en novembre 2004, des exclusions et des faits de violence ternissent l’image de l’athénée ce qui amènera l’établissement à fermer durant plusieurs jours. Une nouvelle direction fait alors surface afin de rétablir le calme, mais la mauvaise réputation de l’école est telle que l’établissement se vit changer de nom dès septembre 2006, pour la rentrée scolaire. Il reprend alors le nom de l’Athénée royal d’Ixelles.

## Présentation générale

### Plan urbanistique
Initialement, en 1876, l’Athénée Royal d’Ixelles devait faire partir du plan urbanistique d’alignement et d’expropriation par zones pour la transformation du quartier Saint-Boniface qui prévoit l’aménagement des voiries ainsi que la construction d’une école moyenne.
À l’heure actuelle le bâtiment se situe entre la rue J. Bouillon, la chaussée d’Ixelles et la rue de l’Athénée, mais son emplacement initial était sur l’angle des rues des Tulipes et Longue Vie en face d’un marché couvert. Cependant, sa localisation a été contestée par la commune car elle se situait trop proches des halles ce qui ne semblait pas être un endroit adéquat pour l’éducation des enfants.

### Interventions
La création de l'Athénée est pensée par Jean Bouillon mais les plans dessinés par l'architecte communal d'Ixelles Louis Coenraetsen 1878. 
Les travaux devaient prendre fin en 1880 mais cela fût retardé pour des raisons administratives. À la même période apparait une loi sur la création de nouveaux athénées royaux en Belgique. Elle est créée le 15 juin 1881, le législateur fixe alors un nombre minimum d’athénées et de collègues royaux par provinces et d’écoles moyennes de l’État. La commune d’Ixelles disposait déjà d’une école moyenne mais pas d’un athénée. La commune a donc l’idée et la permission par le ministre de l’Instruction publique d’intégrer l’école moyenne avec le nouvel athénée.
De ce fait, les plans sont modifiés, réaménagés et approuvés en janvier 1883. Le 26 septembre 1883, un arrêté royal reconnaît l’établissement comme Athénée. L’édifice est fini en 1885 et inauguré le 10 août 1886.

### Situation actuelle
En 1990, l’Athénée Royal d’Ixelles ne respectait plus les normes de population exigées par la première grande réforme de l’Enseignement qui fédéralise l’enseignement et doit donc fermer ses portes.
À l’heure actuelle, il est occupé par une section du Conservatoire royal de Musique de Bruxelles.
Il existe un nouveau athénée royal à Ixelles remplaçant celui-ci depuis sa fermeture.

## Présentation architecturale

### Style architectural et contexte
Concernant le style de l’édifice, il aborde une architecture d’inspiration néo-classique. Celle-ci tire son inspiration de l’architecture classique et reprend le style classique gréco-romain. Il voit le jour au XVIIIe siècle en Belgique ainsi qu’aux Pays-Bas. 
À l’époque, le souverain est Léopold II et construit beaucoup de grands édifices afin d’asseoir le prestige et le pouvoir de la monarchie. Lors de cette période, c’est un nouveau style de néo-classique, il est éclectique. À cause de cette nouvelle tendance, on voit apparaître certains bâtiments surchargés qui sont alors éclectiques tandis que d’autres restent simples et classiques au niveau décoratif.
Ici l’Athénée Royal d’Ixelles est le parfait exemple d’un style néo-classique non éclectique et sobre.

### Analyse architecturale

#### Plan général
On peut observer l’organisation interne de l’Athénée via le plan d’origine de 1883. Elle s’articule en quartes parties distinctes reliées entre elles.
L'entrée rue J. Boullion amène via un vestibule au centre de l’édifice réservé à l’école, qui lui donne sur la grande cour centrale. Cette partie centrale de l’édifice dispose d’un vaste escalier distribuant les différents étages ainsi que ceux du grand bâtiment accueillant l’athénée.
Le bâtiment de l’école moyenne se divise en trois parties distinctes autour de la cour centrale.
Le grand bâtiment central est de service comportant un préau couvert. Dans les plans d’origines de 1883, on trouve au centre un gymnase et sur les côtés des galeries desservant les classes. Cependant, on décide d’y ajouter un étage servant de salle de dessin. Pour accéder à ce nouvel étage on ajoute un escalier le long du vestibule d’entrée. En 1900, on vient transformer la structure en verre à l’origine par une structure en fer dans le style Art Nouveau très présent à l’époque en Belgique à partir de 1893, lorsque Victor Horta construit l’Hôtel Tassel. Ce style s’impose aussi dans le domaine scolaire par l’architecte Henri Jacobs et influence plusieurs pays comme la France, Allemagne…
À l’intérieur du bâtiment on retrouve différents éléments de décorations comme cette statue située dans le grand hall, dans le style néo-classique en raccord avec l’ensemble du bâti. 

#### Façade rue J. Bouillon
Concernant la façade côté J.Bouillon, en partant de bas en haut, on peut tout d’abord apercevoir un soubassement en pierre bleue. Au rez-de-chaussée, on retrouve une imitation d’un appareillage en pierre ainsi que des baies à arc en plein cintre. On aperçoit aussi des refends sur la continuité de la façade.
Le bâtiment s’élève sur trois niveaux et se compose de dix-huit travées.  Au deuxième et troisième étages on change de style, il n’y a plus d’appareillages et la façade est lisse. Les baies ne sont plus à arc en plein cintre mais rectangulaires et les refends ont disparu.
L’entablement est simple, il y a une ligne de refend tout le long de la façade et la corniche quant à elle et d’inspiration toscane.
La façade du gymnase à droite suit la même logique sauf qu’elle ne comporte que 6 travées au rez-de-chaussée et trois sur le 2e et 3e étage s’étendant sur les deux niveaux. Cependant, la partie la plus à droite, l’habitation du directeur, déroge à la logique du reste de la façade.
Au rez-de-chaussée, on retrouve des baies rectangulaires comme sur les deux autres étages de la façade, organisées en cinq travées. On retrouve le soubassement en pierre bleue, tout le long de l’édifice.

#### Façade rue de l'Athénée
Pour la façade rue de l’Athénée, peu de différence avec la façade coté J. Bouillon. On retrouve également un soubassement en pierre bleu. Au rez-de-chaussée des baies à arc-en-plein-cintre avec une façade imitation appareillage ainsi que des refends. La façade comporte quinze travées et deux niveaux. À l’étage, les baies sont rectangulaires et la façade lisse. L’entablement comporte des lignes de refend et la corniche est d’inspiration toscane.
L’habitation du directeur présente sur le côté rue J. Bouillon se prolonge sur cette façade. 

## Élèves et enseignants célèbres
- Constantin Carathéodory